# Didymosphaeria mori-albae
Didymosphaeria mori-albae är en lavart som beskrevs av A. Pande 2008. Didymosphaeria mori-albae ingår i släktet Didymosphaeria och familjen Didymosphaeriaceae.   Inga underarter finns listade i Catalogue of Life.